# 车驾清吏司
车驾清吏司，明清时兵部官署名称。
明朝洪武二十九年（1396年）改驾部为车驾清吏司。管理卤簿、仪仗、禁卫、驿传、厩牧。设郎中一人正五品，员外郎一人从五品，主事二人正六品，1467年—1581年，增设郎中一人。南京兵部亦设。清朝顺治元年（1644年），沿置车驾清吏司，设郎中三人：宗室一人，满洲一人，汉族一人；员外郎四人：宗室一人，满洲二人，蒙古一人；主事二人：满洲一人，汉族一人。掌管马政、传递文书。下设驿传科、脚力科、马政科、马档房、递送科。清末废除太仆寺，合并入车驾清吏司，成立军牧司。